# Zlatograd (huyện)
Zlatograd là một huyện thuộc tỉnh Smolyan, Bungaria. Dân số thời điểm năm 2001 là 14042 người.